# 2017年中国中央电视台春节联欢晚会
2017年中国中央电视台春节联欢晚会（简称2017年央视春晚、央视鸡年春晚）是中国中央电视台在2017年农历除夕为庆祝鸡年新年举办的大型综艺性文艺晚会，于2017年1月27日20:00播出。

## 前期准备

### 主题
本届春晚的主题为“大美中国梦，金鸡报春来”，继续以“开门、开放办春晚”作为创作原则。另外，为继续体现“东西南北中、全民大联欢”创作基调，本届春晚选出了四个城市作为春晚分会场，南部分会场位于广西桂林漓江“印象刘三姐”景区；东部分会场位于上海浦东新区陆家嘴东方明珠广播电视塔；北部分会场位于黑龙江哈尔滨冰雪大世界景区；西部分会场位于四川凉山。
传闻称本届春晚将香港设置为特别分会场，但因种种原因，该设想未能实现。

### 导演
2016年8月9日，央视正式向媒体发布杨东升为本届春晚的总导演。杨东升曾任2000年国庆专题晚会《可爱的中国》总导演、《2002年春节歌舞晚会》总导演、“第五第七第八届中韩歌会”总导演、“2006 、2007大地飞歌中国东盟博览会暨南宁国际民歌艺术节开幕晚会”总导演以及1991年、1998年、2005年、2006年春节联欢晚会导演、也多次担任国际国内重大节日庆典晚会总导演。

### 节目审查与彩排
本届春晚的语言类节目于2016年11月2日进行第一次审查。此后，语言类节目进行了多次再审。然而在2017年1月17日、19日进行的两次晚会联排期间，未见到贾玲的身影。虽然贾玲的作品已经通过了内部审查，但贾玲最终未能出现。而贾玲的小品已经确定无法登上春晚的舞台。
2017年1月15日，央视在老台址（彩电中心）开始举行了本届春晚的首次带妆彩排。而最后一次彩排于1月25日举行，此前出现在上海分会场的唐嫣、罗晋并未在最后一次彩排中出现。
另外，本届春晚的桂林分会场安保指挥部无人机管控组加大力度，管控无人机违规飞行以及违规燃放孔明灯和烟花爆竹，此举可以防止春晚节目泄密，保障活动现场嘉宾、观众和演职人员的安全。截至1月25日已驱赶违规闯入核心区域的无人机24架次，击落并收缴无人机6架。

### 主持人
2017年1月25日，央视春晚官方微博正式公布了本届春晚的主持人阵容，其中北京主会场共有五位主持人，分别是朱军、董卿、康辉、朱迅和尼格买提。而分会场的主持人也已经确定，其中上海分会场由孟盛楠与东方卫视主持人曹可凡主持，广西桂林分会场由张蕾和广西电视台主持人高枫主持，四川凉山分会场由杨帆和四川凉山彝族自治州歌舞团主持人阿侯尔里主持，黑龙江哈尔滨分会场由管彤和黑龙江广播电视台主持人周巍主持。
撒贝宁虽非现场主持人，但也主持了本届春节晚会的网络衍生访谈节目《@春晚》。

## 节目单
以下为已经确认的2017年中国中央电视台春节联欢晚会节目单，最终播出内容请以实际直播版本为准。顺序编号为原官方节目单的顺序，但此处清单是实际直播时的节目顺序。
| 序号 | 類型                 | 节目                                       | 表演者                                                                    |                    |
| ---- | -------------------- | ------------------------------------------ | ------------------------------------------------------------------------- | ------------------ |
| 1    | 开场歌舞             | 《美丽中国年》                             | 欢乐颂五美 （刘涛、蒋欣、王子文、杨紫及乔欣）、TFBOYS（加油男孩组合）     |                    |
| 2    | 少儿歌舞             | 《金鸡报晓》                               | 空军蓝天幼儿艺术团、中央电视台银河少年电视艺术团                          |                    |
| 3    | 小品                 | 《大城小爱》                               | 刘亮、白鸽、郭金杰                                                        |                    |
| 4    | 歌曲                 | 《在此刻》                                 | 胡歌、王凯                                                                |                    |
| 5    | 小品                 | 《老伴》                                   | 蔡明、潘长江、潘斌龙                                                      |                    |
| 6    |                      | 四川凉山分会场节目                         | 四川凉山分会场节目                                                        |                    |
| 6    | 舞蹈                 | 《火舞欢腾》                               |                                                                           |                    |
| 6    | 歌舞                 | 《情深谊长》                               | 吉克隽逸                                                                  |                    |
| 6    | 歌舞                 | 《太阳出来喜洋洋》                         | 李克勤、蔡卓妍                                                            |                    |
| 7    | 相声                 | 《姥说》                                   | 高晓攀、尤宪超                                                            |                    |
| 8    | 舞蹈                 | 《清风》                                   | 李艳超（领舞）                                                            |                    |
| 9    | 小品                 | 《真情永驻》                               | 孙涛、闫学晶、刘仪伟                                                      |                    |
| 10   | 歌曲                 | 《满城烟花》                               | 毛阿敏、张杰                                                              |                    |
| 11   |                      | 广西桂林分会场节目                         | 广西桂林分会场节目                                                        |                    |
| 11   | 歌舞                 | 《歌从漓江来》                             | 黄婉秋、邓紫棋、张信哲                                                    |                    |
| 11   | 歌舞                 | 《带上月光上路》                           | 马天宇、关晓彤、王嘉                                                      |                    |
| 12   | 相声                 | 《新虎口遐想》                             | 姜昆、戴志诚                                                              |                    |
| 13   |                      | 《继往开来军旗红》                         | 《继往开来军旗红》                                                        | 《继往开来军旗红》 |
| 13   | 致敬老红军           | 王定国等（5位参加过长征的老红军）          |                                                                           |                    |
| 13   | 快板表演             | 朱光斗（老文艺战士）                       |                                                                           |                    |
| 13   | 歌曲《当那一天来临》 | 张英席、霍勇、刘和刚、师鹏、汤子星、陈小涛 |                                                                           |                    |
| 14   | 公益广告             | 《新春·新愿》                              |                                                                           |                    |
| 15   | 歌曲                 | 《爱你一万年》                             | 鹿晗、陈伟霆                                                              |                    |
| 16   | 小品                 | 《一个女婿半个儿》                         | 沈腾、艾伦、魏翔、吴江、杨沅翰                                            |                    |
| 17   | 戏曲                 | 《薪火相传》                               | 孟广禄、杨赤、何赛飞、邵雁、吴美莲等                                      |                    |
| 18   | 歌舞                 | 《看山看水看中国》                         | 吕继宏、张也                                                              |                    |
| 19   | 小品                 | 《天山情》                                 | 阿布都沙拉木、迪丽呼玛尔、尚大庆等                                        |                    |
| 20   |                      | 黑龙江哈尔滨分会场节目                     | 黑龙江哈尔滨分会场节目                                                    |                    |
| 20   | 歌舞                 | 《冰雪彩虹》                               | 玖月奇迹                                                                  |                    |
| 20   | 冰舞                 | 《冰雪梦飞扬》                             | 黑龙江省杂技团、哈尔滨市冬季运动管理中心等                                |                    |
| 21   | 武术                 | 《中国骄傲》                               | 国家武术队                                                                |                    |
| 22   | 歌曲                 | 《健康动起来》                             | 井柏然、张艺兴                                                            |                    |
| 23   | 相声剧               | 《信任》                                   | 冯巩、林永健、宋宁、傅园慧                                                |                    |
| 24   |                      | 主持人介绍全国文明家庭、道德模范代表       |                                                                           |                    |
| 25   | 歌曲                 | 《千年之约》                               | 韩红                                                                      |                    |
| 26   |                      | 按手模仪式                                 | 11位航天员                                                                |                    |
| 27   | 歌曲                 | 《国家》                                   | 成龙、两岸三地及少数民族大学生代表                                        |                    |
| 28   |                      | 上海分会场节目                             | 上海分会场节目                                                            |                    |
| 28   | 歌曲与杂技           | 《梦想之城》                               | 李玟、林俊杰、上海杂技团（《时空之旅》演员，杂技表演）、SNH48（舞蹈表演） |                    |
| 28   | 歌曲与旗袍秀         | 《紫竹调·家的味道》                        | 吴孟超、廖昌永、吴敏霞、邹市明、平安、韩雪、黄豆豆、傅琰东家庭            |                    |
| 30   | 歌曲                 | 《欢乐夜》                                 | 凤凰传奇                                                                  |                    |
| 31   | 歌曲                 | 《不忘初心》                               | 韩磊、谭维维                                                              |                    |
| 32   | 零点钟声             |                                            |                                                                           |                    |
| 33   | 歌舞                 | 《母亲是中华》                             | 汤非、王莉                                                                |                    |
| 34   | 快闪                 | 《海外华人华侨拜年》                       |                                                                           |                    |
| 35   | 互动环节             | 《五福临门贺新春》                         |                                                                           |                    |
| 36   | 小品                 | 《阿峰其人》（杭州小品）                   | 董其峰、方菁萍、李想、钦婉云（杭州滑稽戏团）                              |                    |
| 37   | 歌曲                 | 《离别草原》                               | 云飞、云朵                                                                |                    |
| 38   | 公益广告             | 《包住》                                   |                                                                           |                    |
| 39   | 杂技                 | 《双花争艳》                               | 刘藤、鲁斯兰娜                                                            |                    |
| 40   | 歌曲                 | 《一片深情》                               | 吴彤                                                                      |                    |
| 41   | 歌曲                 | 《壮丽航程》                               | 阎维文、殷秀梅                                                            |                    |
| 42   | 歌曲                 | 《难忘今宵》                               | 李谷一、关牧村、高音、刘雨欣、汪小敏、李光、更却才仁                      |                    |

## 播出安排

### 直播
- 中国中央电视台综合频道（CCTV-1）（含港澳版（now寬頻電視541、澳广视71））、综艺频道（CCTV-3）、中文国际频道（CCTV-4）、军事·农业频道（CCTV-7）、少儿频道（CCTV-14）、海外娱乐频道（CCTV-娱乐）、 日本CCTV大富、全国各地大部分卫星电视频道及地面无线电视频道（合东方卫视转播）：北京时间2017年1月27日20:00。
- 中国中央人民广播电台（中国之声、经济之声、中华之声、神州之声、音乐之声、华夏之声、文艺之声、香港之声）、各地广播电台、中国国际广播电台（Hit FM、Easy FM）：北京时间2017年1月27日20:00。
- 澳門澳視澳門台：澳門時間2017年1月27日20:00。
- 马来西亚八度空间：马来西亚时间2017年1月27日23:00-完毕（录制中央电视台中文国际频道亚洲版版本）。
- 美国凤凰卫视美洲台：洛杉矶时间2017年1月27日17:00-22:00（由当地机构代播）。
- 美国中文电视：纽约时间2017年1月27日7:00（北京时间2017年1月27日20:00）。

### 重播
- 中国中央电视台以下频道亦会进行重播（重播的语言类节目均配有字幕，除特别注明外，均以北京时间为准）：
  - 综合频道：1月28日8:30-14:00（中插《新闻30分》）
  - 财经频道：1月28日9:00-13:30
  - 综艺频道：1月28日9:00-13:30
  - 中文国际频道：1月28日8:30-14:19（中插《中國新聞》，三版皆有）、1月29日8:30-14:19（中插《中國新聞》，三版皆有）
  - 军事·农业频道：1月28日12:00-16:30、1月29日20:00-收台
  - 少儿频道：1月29日20:00-收台
  -  日本CCTV大富：日本標準時間1月29日14:00-19:00（精編版）
- 马来西亚八度空间：马来西亚时间2017年1月28日7:00-10:00（录制中央电视台中文国际频道亚洲版版本）。
- 中国中央电视台综艺频道在2月9日起重播春晚语言类节目，并以四个45分钟长度的独立节目的形式录像播出四个分会场的节目（多为提前预录的彩排画面）。
- 中国东方卫视：1月28日1:00-6:00（录制中央电视台综合频道版本）。
- 新加坡新传媒8频道：1月30日14:00-19:00（录制中央电视台中文国际频道亚洲版版本）。

### 网络
- 1月7日，央视春晚栏目组宣布本届春晚将在中国大陆当局屏蔽的视频网站YouTube平台同步直播，并首次接入高清信号，使用多码率、自适应直播。
- 中国国家版权局1月20日发布通知，称经央视授权，央视网（中国网络电视台）拥有独家享有通过网络传播本届春晚的权利，禁止任何个人和机构非法传播本届春晚。
- 中国大陆央视国际网络有限公司授权优酷土豆、乐视网、爱奇艺、腾讯视频网络直播2017年央视春晚。
- 臺灣境内通过爱奇艺台湾站即可同步收看直播。
- 日本弹幕视频网站Niconico動畫于除夕夜直播春晚。

## 花絮
本届春节晚会邀请了自神舟五号以来所有十一位参与过中国载人航天工程的航天员，并在特别制作的中国载人航天60周年纪念陈列台“星云雕塑”上郑重按下手印。此陈列台将在2017年4月24日（第二个“中国航天日”）在中国国家博物馆内展出。为了抓住90后观众，本届春晚也邀请了90后明星上台。歌舞类节目中既有经典金曲，又有新人新作。本届春晚四个分会场的节目（包括因种种原因未能直播呈现或被提前“拿掉”的节目）在六次彩排中间也被全程录像，剪辑制作成四个45分钟的独立节目，春晚结束后于2月9日起在央视综艺频道以独立节目的形式播出，播出内容为各次现场彩排的画面整编而成。其中还包括张信哲此前在上海分会场的一首歌曲（而张信哲本人最终出现在桂林分会场）。但上海分会场又是例外——上海是唯一同时承担该台（东方卫视）元宵节晚会录像和春晚分会场直播的2017年春晚分会场。
另外，本届春晚在制作过程中，更是首度采用了虚拟现实（VR）技术。
本届春节晚会是10年来首次未设置专门的魔术节目，上一次没有专门设置的魔术节目要追溯到2007年；但是，傅琰东在上海分会场表演了长度约15秒的魔术。即便如此，依然有相当多的网友尝试揭秘这个小魔术。
除此之外，玖月奇迹在哈尔滨分会场退场时曾不慎跌下舞台，所幸并无大碍。

## 技术应用与电视文化
2017年春晚将连续第二年设立分会场连线春晚，分别是上海、四川凉山、广西桂林以及黑龙江哈尔滨。

### 上海分会場
由於是次央视春晚於上海浦东新区陆家嘴东方明珠广播电视塔广場設置上海分会場的“国际大都市范儿”，东方卫视旗下的多个电视节目亦有為此活动作報道。
上海分會場之舞台設於上海浦东新区陆家嘴东方明珠广播电视塔廣場地下通道正上方，而通道以採光玻璃照明，亦為往來陆家嘴街道及上海地铁陆家嘴站之通道，故须避免影響春运期間的鐵路车站運作，並於確定晚會舉行地點10天內完成搭建工程。曾參與上海浦东新区陆家嘴东方明珠广播电视塔項目設計工作的上海市建築設計研究總院總工程師黃啟文表示。
上海分会场以上海浦东新区陆家嘴东方明珠广播电视塔城市广场作为主舞台，在舞美的建构上着力营造简洁大气、多功能立体化的视觉意象。从变幻多彩的LED光，到明珠塔美轮美奂的景观灯光，再到黄浦区外滩、浦东新区陆家嘴、浦东新区至黄浦区南京东路的夜景灯光，整场演出光影纵横、斑驳陆离，充分展现出上海作为国际大都市的时尚气息。
- 孟盛楠：神奇光舞台，明珠放异彩。
- 东方卫视曹可凡：观众朋友们，我们在上海东方明珠广播电视广场，陪您过大年
- 孟盛楠：今晚，著名科学家、体坛名将和文艺界名人，都和他们的家人一起，与电视机前的你共同欢度春节
- 东方卫视曹可凡：我们请姚明作为代表给大家拜年吧
- 上海篮球姚明（美国篮球NBA前）：大家好！我们在上海，祝全国的观众朋友们在新的一年里：年年有余、岁岁平安—
- 上海篮球姚明（美国篮球NBA前）以及合：万事如意！
- 东方卫视曹可凡：又是欢乐除夕夜，上海中心大厦、上海环球金融中心、上海国际金融中心、金茂大厦报时。观众朋友们，此刻我们正在东方明珠广播电视广场，为您送上新春的祝福
- 孟盛楠：上海是中国共产党的诞生地，也是全国改革开放排头兵、创新发展先行者。现在，就让我们一同感受这座“梦想之城”的魅力吧

本届春晚上海分会场的零点钟声敲响后的春节祝福环节，亦在前上海浦东陆家嘴东方明珠广播电视塔、上海中心大厦、上海环球金融中心、上海国际金融中心、金茂大厦取景，而比东方卫视制的高清、上海迪士尼度假区亦在本届春晚上海分会场亮相。本届春晚上海分会场的完整版节目于1月28日（农历正月初一）在中国中央电视台综艺频道和东方卫视同步播出。
- 东方卫视曹可凡：（上海话）新年好！此刻的上海浦东陆家嘴东方明珠广播电视广场，正是一片热火朝天、“闻鸡起舞”的沸腾景象
- 孟盛楠：上海中心大厦、上海环球金融中心、上海国际金融中心、金茂大厦，分外流光溢彩，飞扬起豪迈自信的“中国表情”

### 桂林分会場
广西桂林分会场本届春晚的广西桂林分会场的“自然山水”舞台场景波光粼粼，1.2万平方米的表演水域使整体的舞美造型与自然山水融为一体，呈现出令人耳目一新的视觉效果。除了平面的流水设计外，江面上数百只闪亮的竹筏也会随着音乐的律动和高空灯光的变换，通过新奇的造型变化一同展现漓江风貌。

### 哈尔滨分会場
黑龙江哈尔滨分会场本届春晚的黑龙江哈尔滨分会场的“冰”舞台以“天坛祈年殿”为原型，故宫角楼为配景，将“金鸡报晓”“五谷丰登”“年年有余”“花开富贵”四组雪雕作为前景，共同组成360度无死角的冰舞台。舞台上的不同空间能够自由连通，人与冰雪可以有更多维度的交流互动。全数控声光电的升级更增强了科技感，色彩和节奏的律动将整体舞台打造成一个如梦似幻的冰雪童话世界。

## 反响

### 收视
1月28日，央视公布本届春晚的收视数据。据中央电视台数据显示，本届春晚总收视份额达到78.72%，全国（含地方台转播）电视直播收视率为30.88%，并机频道总收视率为17.64%，相对上年提高了0.48个百分点。其中，央视一套直播收视率7.65%，份额19.5%。根据CSM全国网收视数据，本届春晚收视率最高的五个节目分别为歌曲《满城烟花》（36.69%）、小品《真情永驻》（36.63%）、《继往开来军旗红》（36.40%）、相声《新虎口遐想》（36.36%）以及广西桂林分会场的歌舞《歌从漓江来》和《带上月光上路》（36.27%）；根据尼尔森网联收视数据，本届春晚收视率最高的五个节目分别为《新虎口遐想》（36.18%），其次分别为小品《真情永驻》（35.98%）、桂林分会场的歌曲《带上月光上路》（35.93%）、《歌从漓江来》（35.89%）和《满城烟花》（35.88%）。两大机构所得出的收视率排位前五的节目的构成基本一致。

### 评价
部分观众对2017年央视春晚的总体评价较好，表示本届春晚举办非常成功，称赞本届春晚制作精致、是一台“领先世界电视综艺制作，代表了目前中国综艺节目制作水平最高的文艺晚会”。他们也表示，本届春晚有“重大创新和突破”，体现了总导演杨东升所说的“好听、好笑、好看”。总导演杨东升也表示，“我们已经尽力了，但做得好不好由观众来说。”中共党报《人民日报》也刊发了文章，就本届春晚作出了评论。文中称，春晚“是当代中国人的祈福仪式”。
然而，这一年的春晚在中国大陆评分网站豆瓣的观众评分较低，仅得2.4分（对应满分是10分）。但随后由于再度受电影《长城》低评事件影响，一些负面评论遭官方删除，豆瓣上亦无法搜索到有关“2017央视春晚”的词条，其评论功能也遭关闭。

## 争议

### 限制网络言论
由于受到2016年央视春晚负评事件的影响，本届春晚期间中国大陆当局对互联网言论的审查力度空前加大。在本届春晚播出期间及播出后，春晚的网上负面讨论被严格限制，微博上关于春晚的负面消息被大量删除。而每年春晚都要揭露假唱节目的中国大陆音乐人梁欢，在指出春晚开场假唱以及宣布要揭露真唱名单后不久，相关微博内容即被删除，其微博帐号亦被暂时封禁。与此同时，另一位微博知名音乐博主“耳帝”在揭露了几个假唱节目后，相关微博内容亦被删除。随后，微博知名音乐博主“灯灯HOHO”爆出了一张微博官方工作群的截图，根据截图内容显示，微博官方已于除夕当晚派人专门负责梁欢和耳帝，要求二人不能在自己的微博上讨论晚会话题，否则可能会被销号，而此微博亦于不久后被删除。此后，「假唱」二字成为微博敏感词。另外，中国大陆问答网站知乎，也屏蔽了“春晚”的关键字搜索。